# Mātātīla Dam
Mātātīla Dam är en dammbyggnad i Indien.   Den ligger i distriktet Lalitpur och delstaten Uttar Pradesh, i den centrala delen av landet, 400 km söder om huvudstaden New Delhi. Mātātīla Dam ligger 281 meter över havet.
Terrängen runt Mātātīla Dam är huvudsakligen platt. Mātātīla Dam ligger nere i en dal. Runt Mātātīla Dam är det tätbefolkat, med 266 invånare per kvadratkilometer. Närmaste större samhälle är Tālbahat, 8,6 km sydost om Mātātīla Dam. Trakten runt Mātātīla Dam består till största delen av jordbruksmark.